# Athlètes olympiques réfugiés aux Jeux olympiques d'été de 2016
Une équipe d'athlètes olympiques réfugiés participe pour la première fois aux Jeux olympiques d'été de 2016 à Rio de Janeiro.
Annoncée en janvier 2016, cette décision du Comité international olympique (CIO) crée une délégation spéciale regroupant des « athlètes d'élite frappés par la crise mondiale des réfugiés ». Le CIO, ayant identifié une quarantaine d'athlètes potentiels, indique que la délégation finale comprendra entre cinq et dix athlètes de haut niveau, contraints de fuir leur pays d'origine. Le personnel d'encadrement, dont les entraîneurs, seront fournis par le CIO. Seuls les athlètes ayant le statut officiel de réfugiés, vérifié par les Nations unies, sont éligibles,,.
Cette équipe plurinationale est officielle représentée par le drapeau olympique lors des Jeux et l'hymne olympique utilisé lors d'éventuelles cérémonies des médailles.  
Des athlètes réfugiés handisport seront par ailleurs intégrés à une équipe d'athlètes paralympiques indépendants aux Jeux paralympiques d'été de 2016.

## Athlètes
Cette équipe est composée de 10 sportifs (5 Sud-Soudanais, 2 Syriens, 2 Congolais de RDC et 1 Éthiopien) et 12 officiels. 
Les athlètes sont les suivants :
| Athlète                 | Pays d'origine                   | CNO hôte   | Discipline | Événement                    |
| ----------------------- | -------------------------------- | ---------- | ---------- | ---------------------------- |
| James Chiengjiek        | Soudan du Sud                    | Kenya      | Athlétisme | 400 mètres hommes            |
| Yiech Biel              | Soudan du Sud                    | Kenya      | Athlétisme | 800 mètres hommes            |
| Paulo Lokoro            | Soudan du Sud                    | Kenya      | Athlétisme | 1 500 mètres hommes          |
| Yonas Kinde             | Éthiopie                         | Luxembourg | Athlétisme | Marathon hommes              |
| Popole Misenga          | République démocratique du Congo | Brésil     | Judo       | - de 90 kg hommes            |
| Rami Anis               | Syrie                            | Belgique   | Natation   | 100 mètres papillon hommes   |
| Rose Lokonyen           | Soudan du Sud                    | Kenya      | Athlétisme | 800 mètres femmes            |
| Anjelina Nadai Lohalith | Soudan du Sud                    | Kenya      | Athlétisme | 1 500 mètres femmes          |
| Yolande Mabika          | République démocratique du Congo | Brésil     | Judo       | - de 70 kg femmes            |
| Yusra Mardini           | Syrie                            | Allemagne  | Natation   | 200 mètres nage libre femmes |

## Athlétisme
Hommes
Courses
| Athlète          | Épreuve  | Séries        | Séries    | Demi-finales | Demi-finales | Finale         | Finale       |
| Athlète          | Épreuve  | Temps         | Rang      | Temps        | Rang         | Temps          | Rang         |
| ---------------- | -------- | ------------- | --------- | ------------ | ------------ | -------------- | ------------ |
| James Chiengjiek | 400 m    | 52 s 89       | 8e (E)    | Non qualifié | Non qualifié | Non qualifié   | Non qualifié |
| Yiech Biel       | 800 m    | 1 min 54 s 67 | 8e (E)    | Non qualifié | Non qualifié | Non qualifié   | Non qualifié |
| Paulo Lokoro     | 1 500 m  | 4 min 3 s 96  | 11e (E)   | Non qualifié | Non qualifié | Non qualifié   | Non qualifié |
| Yonas Kinde      | Marathon | Non couru     | Non couru | Non couru    | Non couru    | 2 h 24 min 8 s | 90e          |

Femmes
Courses
| Athlète                 | Épreuve | Séries        | Séries  | Demi-finales  | Demi-finales  | Finale        | Finale        |
| Athlète                 | Épreuve | Temps         | Rang    | Temps         | Rang          | Temps         | Rang          |
| ----------------------- | ------- | ------------- | ------- | ------------- | ------------- | ------------- | ------------- |
| Rose Lokonyen           | 800 m   | 2 min 16 s 64 | 61e (E) | Non qualifiée | Non qualifiée | Non qualifiée | Non qualifiée |
| Anjelina Nadai Lohalith | 1 500 m | 4 min 47 s 38 | 14e (E) | Non qualifiée | Non qualifiée | Non qualifiée | Non qualifiée |

## Judo
| Athlète        | Compétition           | 1er tour                    | 2e tour                  | 3e tour             | Quart de finale     | Demi-finale         | Repêchage 1         | Repêchage 2         | Finale              | Rang     |
| Athlète        | Compétition           | Adversaire Résultat         | Adversaire Résultat      | Adversaire Résultat | Adversaire Résultat | Adversaire Résultat | Adversaire Résultat | Adversaire Résultat | Adversaire Résultat | Rang     |
| -------------- | --------------------- | --------------------------- | ------------------------ | ------------------- | ------------------- | ------------------- | ------------------- | ------------------- | ------------------- | -------- |
| Popole Misenga | Moins de 90 kg hommes | bat Singh 001 - 000         | battu par Gwak 000 - 100 | Éliminé             | Éliminé             | Éliminé             | Éliminé             | Éliminé             | Éliminé             | Éliminé  |
| Yolande Mabika | Moins de 70 kg femmes | battue par Bolder 000 - 110 | Éliminée                 | Éliminée            | Éliminée            | Éliminée            | Éliminée            | Éliminée            | Éliminée            | Éliminée |

## Natation
| Athlète   | Épreuve          | Séries  | Séries | Demi-finales | Demi-finales | Finale       | Finale       |
| Athlète   | Épreuve          | Temps   | Rang   | Temps        | Rang         | Temps        | Rang         |
| --------- | ---------------- | ------- | ------ | ------------ | ------------ | ------------ | ------------ |
| Rami Anis | 100 m papillon   | 56 s 23 | 40e    | Non qualifié | Non qualifié | Non qualifié | Non qualifié |
| Rami Anis | 100 m nage libre | 54 s 25 | 56e    | Non qualifié | Non qualifié | Non qualifié | Non qualifié |

| Athlète       | Épreuve          | Séries       | Séries | Demi-finales  | Demi-finales  | Finale        | Finale        |
| Athlète       | Épreuve          | Temps        | Rang   | Temps         | Rang          | Temps         | Rang          |
| ------------- | ---------------- | ------------ | ------ | ------------- | ------------- | ------------- | ------------- |
| Yusra Mardini | 100 m nage libre | 1 min 4 s 66 | 45e    | Non qualifiée | Non qualifiée | Non qualifiée | Non qualifiée |
| Yusra Mardini | 100 m papillon   | 1 min 9 s 21 | 41e    | Non qualifiée | Non qualifiée | Non qualifiée | Non qualifiée |